# DGB-Bezirk Bayern
Der DGB-Bezirk Bayern ist Teil der geografischen Struktur des Deutschen Gewerkschaftsbundes.
Seine Ausdehnung entspricht dem Bundesland Bayern. Der DGB-Bezirk Bayern hat seinen Geschäftssitz in München.
Die DGB-Gewerkschaften vertreten in Bayern über 800.000 abhängig Beschäftigte.

## Vorsitzende
- 1947–1955  Lorenz Hagen (bis 1949 als Vorsitzender des Bayerischen Gewerkschaftsbundes)
- 1955–1958  Max Wönner
- 1958–1969  Ludwig Linsert
- 1969–1978  Wilhelm Rothe
- 1978–1990  Jakob Deffner
- 1990–2010  Fritz Schösser
- 2010–2021 Matthias Jena
- 2021–2022 Verena Di Pasquale (interim)
- seit 2022 Bernhard Stiedl

## DGB-Regionen des DGB-Bezirks Bayerns
Die DGB-Regionen des DGB-Bezirks Bayerns sind, mit Ausnahme der mitgliederstärksten Region München, an die sieben bayerischen Regierungsbezirke angelehnt.
1. DGB-Region Mittelfranken
2. DGB-Region München
3. DGB-Region Niederbayern
4. DGB-Region Oberbayern
5. DGB-Region Oberfranken
6. DGB-Region Oberpfalz
7. DGB-Region Schwaben
8. DGB-Region Unterfranken